# Christer Lindén
Christer Lars-Erik Lindén, född den 22 september 1973 i Nyeds församling, är en svensk musiker.
Lindén är uppväxt i Molkom i Värmland. Musikstilen har varierat under karriären, men den röda tråden är de gripande texterna. Lindén har tonsatt diktaren Dan Andersson och 2007 släppte han sin första skiva med enbart egna tolkningar av Dan Anderssons dikter. I augusti 2008 släppte han sin skiva Svenska sår. Lindén har även sedan 2004/05 haft hand om gruppen Solstabandet, bestående av fem unga män med psykisk ohälsa, och gett ut skivor samt satt upp en musikal med bandet. Han släppte 2010 sin första bok Thomas evangeliet på Libra artic förlag. Med boken följer en CD med blandade visor. 2012 släppte han CD-skivan Mannen utanför och under 2013 planerades uppföljaren till Pilgrimsstig. Sedan 1995 har han haft Rockgruppen STARK och år 2015 släpptes gruppens debutalbum Regnkungen via Spotify. Idag fortsätter Christer att aktivt släppa mycket musik digitalt mestadels egna visor och sånger men även under bandet Majesty Barfly som spelar hårdrock/rock. Musiker som trivs bäst på en scen med sin gitarr.
År 2015 fick Lindén Värmlands visstipendium.

## Diskografi[3]
- Sister Moon - Misty souls and vagabond hearts CD 1995
- Mantaray.K-D - Red light district CD 2002
- Män utan vänner, Folk utan namn - Dan Andersson 2006
- Pilgrimsstig, Järngräs, 2007. Lindén tolkar dikter av Dan Andersson.
- Arbetarliv, 2007 En mörk julskiva om utanförskap
- Svenska sår, 2008 Svenska akustiska visor
- Det bästa av 2004-2009, Solstabandet, 2009[4]
- Ravinen (med Solstabandet), 24 spår live, 2009
- Gruvan - Diktbok 2009
- Thomas evangeliet, Bok/Cd, Libra Artic, 2010
- Långa vägar (med Solstabandet), Backwood music, 2011
- Mannen utanför, 2012
- En spelmans jordafärd (Dan Andersson) 2013
- En svår jävel vol 1 (nedladdningsbara MP3 via Distrosong), 2013
- Regnkungen, Stark, 2015
- Pilgrimsstig 2007-2017 Dan Andersson Akustisk skiva
- En svår jävel Vol 2, 2017
- En svår jävel Vol 3, 2018 blandade sånger ur garderoben
- En svår jävel Vol 4, 2018 Blandade sånger ur garderoben
- STARK demo 1995/96 åtta spår, 2018
- En svår jävel Vol 5, 2018
- Singlar under 2018 - Hovet, Utan dig (till min lillebror), Efter Kriget, Vi måste leva varje dag, Omerta
- Mantaray K-D Vol 1 2018
- En svår jävel Vol 6, 2018 Blandade sånger ur garderoben
- Mantaray K-D Vol 2, 2018
- En svår jävel Vol 7, 2018 Blandade sånger ur garderoben
- Live Café August, 2018 (Dan andersson)
- Live 2018 (egna sånger) inspelad 2007
- Värmland 2018 egna visor
- En svår jävel Vol 8, 2019 Blandade sånger ur garderoben
- Majesty Barfly - Outlaw Pete´s Saloon 2019
- Gnisslande kuggar i hjulet, 2019 (tredje Dan Andersson)